# Jan Hendrik Oort
Jan Hendrik Oort, född den 28 april 1900 i Franeker, död den 5 november 1992 i Leiden, var en nederländsk astronom. Hans främsta insatser är Oorts moln, krabbnebulosans uppbyggnad, Vintergatans uppbyggnad.

## Biografi
Jan Oort föddes 28 april 1900 i Franeker i Nederländerna. Hans far var läkare. Familjen flyttade år 1903 till Oegsteet när fadern fick anställning på en lokal psykiatrisk klinik. Jan Oort fick sin grundskoleutbildning i Oegsteet. När han var 10 år följde han med sin pappa till Noordwijks strand i Nederländerna och såg Halleys komet. Sin gymnasieutbildning fick han i Leiden. Under studietiden var han en medelmåtta, men blev allt mer intresserad av matematik och fysik.
1917 blev han antagen till Groningens universitet, där han började läsa fysik. Förutom de obligatoriska kurserna, anmälde han sig till en kurs i Populär astronomi som hölls av Jacobus Cornelius Kapteyn. Jan Oort blev så biten att han ändrade inriktning på sina studier och tog examen i astronomi.
Efter sin examen blev han erbjuden en tjänst på Yaleobservatoriet som drevs av Yale university i USA. Vistelsen i USA blev en besvikelse. Han fick mest hålla på med kalibrering av instrument och tyckte inte att hans kunskaper utnyttjades till fullo. 1924 flyttade han tillbaks till Leiden, gifte sig och arbetade som forskningsassistent och föreläsare. Sin professur fick han 1935.
Oort verkade under resten av sitt liv vid universitetet i Leiden. Observationsmöjligheterna i Nederländerna är dåliga på grund av väderförhållandena och han nödgades göra enstaka resor utomlands, främst till USA. Under andra världskriget vägrade han samarbeta med tyskarna, och flyttade 100 km österut till en stuga i Hulshorst och väntade ut kriget. Vid några enstaka tillfällen cyklade han de 100 km till Leiden och undervisade. Han fördrev tiden med att skriva och tjänade lite pengar på göra beräkningar åt ett försäkringsbolag. Under 1944 var hans bror med familj inneboende i stugan när deras hem i Arnhem utrymdes under Operation Market Garden i krigets slutskede.
Efter kriget blev han chef över Leidenobservatoriet och ägnade två år åt att reparera och bygga upp det krigsskadade observatoriet. 1948 invaldes han som utländsk ledamot nummer 855 av Kungliga Vetenskapsakademien. Oort ägnade början av 1950-talet åt forskning, men fick i slutet av 1950-talet lägga ned allt mer tid på administration. När han gick i pension 1970 kunde han se tillbaks på en framgångsrik karriär med flera stora utmärkelser och priser. I början av 1992 flyttade Jan Oort och hans fru in på ett äldreboende. Där snubblade han och slog sig så illa att han inte återhämtade sig utan dog 92 år gammal. När nyheten om Oorts död offentliggjorts gjorde Subrahmanyan Chandrasekhar följande uttalande: The great oak of Astronomy has been felled, and we are lost without its shadow.

## Forskning

### Höghastighetsstjärnor
I sin avhandling Höghastighetsstjärnor (1926) visade han att stjärnor som rör sig långsammare än 63 km/s i förhållande till solen rör sig oordnat, medan stjärnor som rör sig snabbare rör sig i en bestämd riktning. Bertil Lindblad visade (1927) att stjärnor som befinner sig långt ut från galaxens centrum rör sig långsammare än de som befinner sig nära. Oort insåg att alla stjärnor i galaxen rör sig oberoende av varandra och skapade ekvationer som beskrev stjärnornas rörelse. Ekvationerna innehåller två konstanter som senare kom att kallas Oorts konstanter. Oorts arbete resulterade i att synen på Vintergatan ändrades. Solen, som tidigare antogs ligga nära vintergatans mitt, flyttades nu ut till utkanten av galaxen. Senare framlade han hypotesen att ca 90 % av galaxens massa utgörs av mörk materia.

### Krabbnebulosan
Strax före andra världskriget forskade Oort på Krabbnebulosan. Han misstänkte att nebulosan var resultatet av en stjärna som exploderat. Han övertalade sin vän J J L Duyvendak, som var sinolog, att söka igenom gamla japanska och kinesiska dokument för att se om någon av dem nämnde en "gäststjärna" i närheten av Krabbnebulosan. Duyvendak lyckades hitta bevis för en gäststjärna år 1054. Oort var dock inte först med denna hypotes, då den svenske astronomen Knut Lundmark föreslog detta redan 1921.
Efter kriget försökte Oort mäta hur snabbt ljuset från krabbnebulosan avtog. Precis innan mätningarna skulle börja, framlade några ryska forskare att ljuset från krabbnebulosan borde vara polariserat. Polariseringen skulle uppstå genom strålningen som lyser upp nebulosan böjs av den döda stjärnans magnetfält (synkrotronstrålning). Ett nykonstruerat mätinstrument försett med polarisationsfilter riggades på Palomarobservatoriets 5 m teleskop. Man bekräftade att strålningen var starkt polariserad och mätte nebulosans expansionshastighet.

### Oortmolnet
1950 var Jan Oort mentor för en doktorand som forskade om kometbanor. Oort insåg när han undersökte en stor databas över kometbanor, att de flesta periodiska kometer hade sitt ursprung ca 1 ljusår utanför solsystemet. Han var inte först med denna idé. Den estniske astronomen Ernst Öpik föreslog samma sak 1932, men molnet fick ändå bära Oorts namn. Oortmolnet har inte bekräftats genom observation utan är fortfarande en hypotes.

### Radioastronomi
En astronoms sikt skyms ofta av stoft och gas. Oorts hypotes var att stora vätemoln, som borde sända ut radiovågor av 21 cm våglängd, fanns mellan vintergatans spiralarmar. Molnen antogs spela en stor roll vid stjärnbildning. För att se igenom molnen och analysera deras innehåll ville Oort undersöka rymden med radioteleskop. Det var först efter andra världskriget som radioutrustningen blev tillräckligt bra för att ta emot svaga signaler med kort våglängd. Oort inspirerade till bygget av radioobservatorierna i Dwingeloo och Westerbork. Observationer med dessa teleskop bekräftade sedan Oorts hypotes.

## Asteroid
Jan Oort har fått asteroiden 1691 Oort (1956 RB) uppkallad efter sig.